# Talamanca de Jarama
Talamanca de Jarama est une commune de la communauté de Madrid, en Espagne.